# W44
Pour les articles homonymes, voir W44 (homonymie).

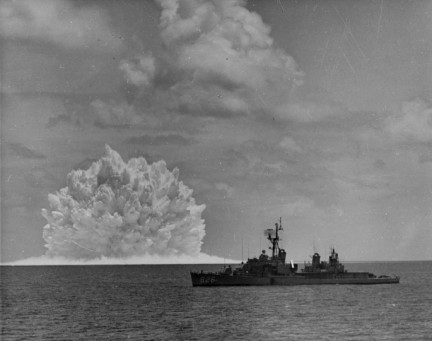
Explosion d'une W44 transportée par une torpille nucléaire ASROC.
(Photo prise en 1962)

La W44 était une ogive atomique américaine embarquée à bord du missile nucléaire ASROC servant à la lutte sous-marine.

## Description
La W44 avait un diamètre de 13,75 pouces (~35 cm) et mesurait 25,3 pouces (~64 cm) de long  pour un poids de 170 livres (~77 kg). 
Sa puissance explosive était de 10 kilotonnes.
Elle était en service de 1961 à 1989. 575 ogives ont été produites.
La W44 était probablement du type primaire Tsetse, principes que l'on retrouve aussi dans la B43, la W50, la B57 et la W59.